# Soldato Benjamin
Soldato Benjamin (Private Benjamin) è una serie televisiva statunitense in 39 episodi trasmessi per la prima volta nel corso di 3 stagioni dal 1981 al 1983. La serie è ispirata al film con Goldie Hawn Soldato Giulia agli ordini del 1980. Eileen Brennan, che riprese il suo ruolo nel film, vinse un Emmy e un Golden Globe Award per il suo ruolo sulla serie.

## Trama
Come il film, la serie parla di una giovane donna di nome Judy Benjamin che cerca, a fatica, di adattarsi alla vita nell'esercito. Judy è popolare tra i suoi commilitoni, ma non tra i suoi superiori. La maggior parte dell'umorismo della serie deriva dai tentativi suoi e dei suoi amici di eludere l'occhio vigile del loro sergente.
Anche se alcuni degli attori del film interpretano gli stessi personaggi nello show televisivo (in particolare Eileen Brennan e Hal Williams, nei loro ruoli del capitano Doreen Lewis e del sergente LC Ross rispettivamente), il ruolo della protagonista è interpretato da Lorna Patterson al posto di Goldie Hawn. Nell'autunno del 1982, Robert Mandan si unisce al cast nel ruolo del colonnello Lawrence Fielding,

## Personaggi
- soldato Judy Benjamin (39 episodi, 1981-1983), interpretato da	Lorna Patterson.
- sergente Ted Ross (39 episodi, 1981-1983), interpretato da	Hal Williams.
- capitano Doreen Lewis (37 episodi, 1981-1983), interpretato da	Eileen Brennan.
- colonnello Lawrence Fielding (16 episodi, 1982-1983), interpretato da	Robert Mandan.
- soldato Stacy Kouchalakas (13 episodi, 1982-1983), interpretato da	Wendie Jo Sperber.
- soldato Maria Gianelli (6 episodi, 1981-1982), interpretato da	Lisa Raggio.
- soldato Jackie Sims (4 episodi, 1981-1983), interpretato da	Damita Jo Freeman.
- capitano Amanda Allen (3 episodi, 1982-1983), interpretato da	Polly Holliday.
- Otis (3 episodi, 1981-1982), interpretato da	Jerry Hausner.
- colonnello Hogan (3 episodi, 1981-1982), interpretato da	Craig T. Nelson.
- soldato Luanne Hubble (3 episodi, 1981-1982), interpretato da	Lucy Webb.
- soldato Rayleen White (3 episodi, 1981), interpretato da	Joyce Little.
- soldato Carol Winter (2 episodi, 1981-1982), interpretato da	Ann Ryerson.
- Joey (2 episodi, 1981), interpretato da	Greg Zadikov.

## Produzione
La serie, ideata da Nancy Meyers e Charles Shyer e Harvey Miller, fu prodotta da Warner Bros. Television  Le musiche furono composte da Bob Carroll e Jr.Madelyn Davis.

### Registi
Tra i registi della serie sono accreditati:
- Gabrielle Beaumont
- Marc Daniels
- William Asher
- Bruce Bilson
- Bob Sweeney
- Tony Mordente
- Alan Cooke
- Howard Morris
- Alan Bergmann
- Leslie H. Martinson

## Distribuzione
La serie fu trasmessa negli Stati Uniti dal 1981 al 1983 sulla rete televisiva CBS. In Italia è stata trasmessa su Canale 5 con il titolo Soldato Benjamin.
Alcune delle uscite internazionali sono state:
- negli Stati Uniti il 6 aprile 1981 (Private Benjamin )
- nel Regno Unito il 13 settembre 1982
- in Italia (Soldato Benjamin)
- in Spagna (La recluta Benjamín)

## Episodi
| Stagione         | Episodi | Prima TV USA | Prima TV Italia |
| ---------------- | ------- | ------------ | --------------- |
| Prima stagione   | 4       | 1981         |                 |
| Seconda stagione | 22      | 1981-1982    |                 |
| Terza stagione   | 13      | 1982-1983    |                 |